# Acanthophis antarcticus
Acanthophis antarcticus, la víbora de muerte común, es una especie de serpiente de la familia Elapidae, nativa de Australia. Es una de las serpientes terrestres más venenosas de Australia y del mundo. Si bien su distribución sigue siendo generalizada (a diferencia de las especies relacionadas), se enfrenta a una mayor amenaza de la invasión en curso del sapo de caña australiano.

## Taxonomía
Fue descrita por primera vez en 1802 por George Shaw como Boa antartica. El naturalista francés François Marie Daudin erigió el género Acanthophis en 1803, designando a la víbora común de la muerte (como A. cerastinus) como su única especie.

## Descripción
Esta serpiente tiene una cabeza triangular plana y ancha y un cuerpo grueso con bandas de color rojo, marrón y negro con una panza gris, crema o rosa. Puede alcanzar una longitud máxima de 0,70–100 centímetros. A. antarcticus posee los colmillos más largos que los de cualquier serpiente australiana. A diferencia de la víbora común o europea (Vipera berus), A. antarcticus es una serpiente de la familia Elapidae, y no de la familia Viperidae, que no se encuentran en Australia.

## Distribución y hábitat
Se encuentra en gran parte del este y el litoral del sur de Australia: Queensland, Nueva Gales del Sur, Victoria y Australia del Sur. Es más escaso en el Territorio del Norte, Australia Occidental y las partes occidentales del sur de Australia. También es nativa de Papua Nueva Guinea.
A. antarcticus se encuentran en bosques, praderas y brezales de la costa oriental de Australia. A. antarcticus es una maestra del camuflaje, debido a sus bandas, escondiéndose debajo de la hojarasca suelta y los escombros en bosques, matorrales y pastizales.

### Preocupaciones
La pérdida de hábitat y la propagación de sapos de caña invasores en Australia son motivo de preocupación. El sapo come A. antarcticus jóvenes y las adultas que se comen a los sapos son envenenadas por las glándulas tóxicas en la piel del sapo, que es muy mortal para los reptiles australianos, y mueren.

## Dieta
A. antarcticus come pequeños mamíferos y aves como dieta primaria. A diferencia de otras serpientes, A. antarcticus está al acecho de su presa (a menudo durante muchos días) hasta que pasa una comida. Se cubre con hojas, haciéndose oculta, y yace enrollada en una emboscada, moviendo su cola en forma de gusano cerca de su cabeza como un señuelo. Cuando un animal se acerca para investigar el movimiento, la serpiente ataca rápidamente, inyecta su veneno y luego espera a que la víctima muera antes de comerla. A. antarcticus no es agresiva, sin embargo, su técnica de caza de emboscada y su dependencia del camuflaje en lugar de la huida para evitar amenazas la hace más peligrosa para los humanos que se aventuran en hábitats forestales.

## Reproducción
A diferencia de la mayoría de las serpientes, las víboras de la muerte son vivíparas. A fines del verano, un espécimen de A. antarcticus produce una camada de crías vivas, aproximadamente de 3 a 20, sin embargo, se han registrado más de 30 crías en una sola camada.

## Veneno
El veneno contiene neurotoxinas altamente tóxicas que pueden causar parálisis o incluso la muerte. El ataque es el más rápido entre todas las serpientes venenosas registradas en Australia. La muerte humana puede ocurrir dentro de las seis horas posteriores a la mordedura.